# Résidence Foncillon
La résidence Foncillon est située à l'angle du 27 rue Foncillon et du Docteur-Audouin, à Royan, dans le département français de la Charente-Maritime en région Nouvelle-Aquitaine. 

## Historique
Le bâtiment est inscrit au titre des monuments historiques par arrêté du 25 novembre 2004.

## Architecture
La résidence de 4 étages suit, non pas le modernisme en vigueur à Royan pour sa reconstruction, mais le style qu'Auguste Perret a mis en pratique, celui de ciment enduit en façade. Son architecte est Louis Simon. Entrepris en 1949, il est livré en 1964.